# 地層

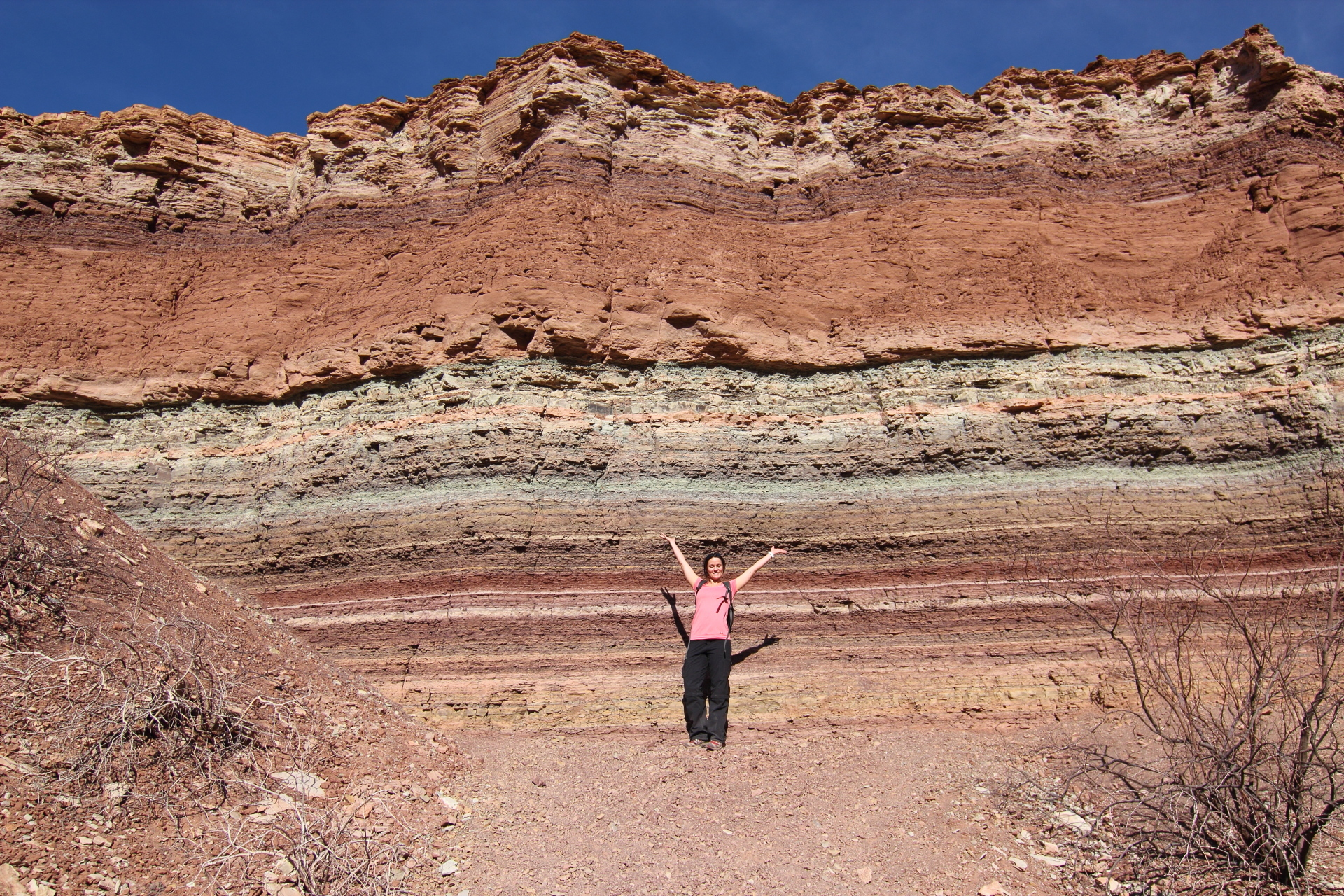
アルゼンチン サルタ州　サンカルロスに見られる地層

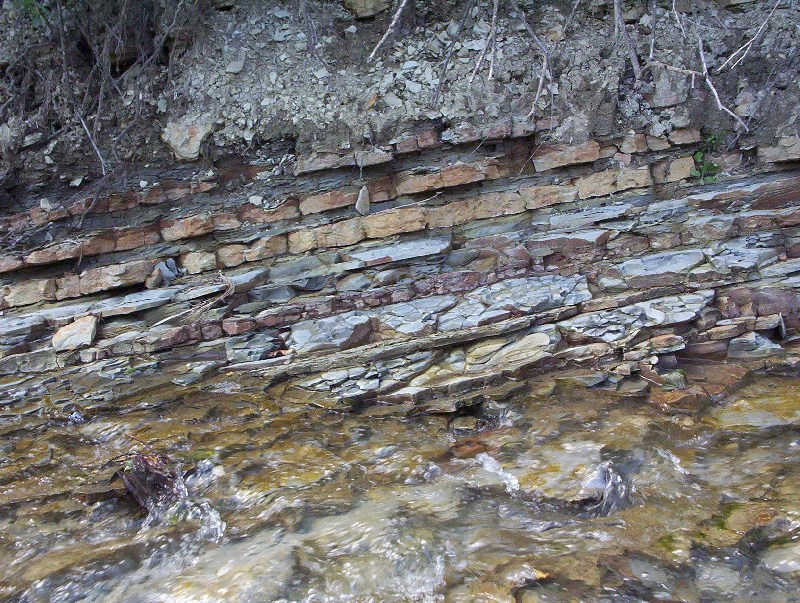
ポーランド南東部のカルパティア山脈に見られる地層

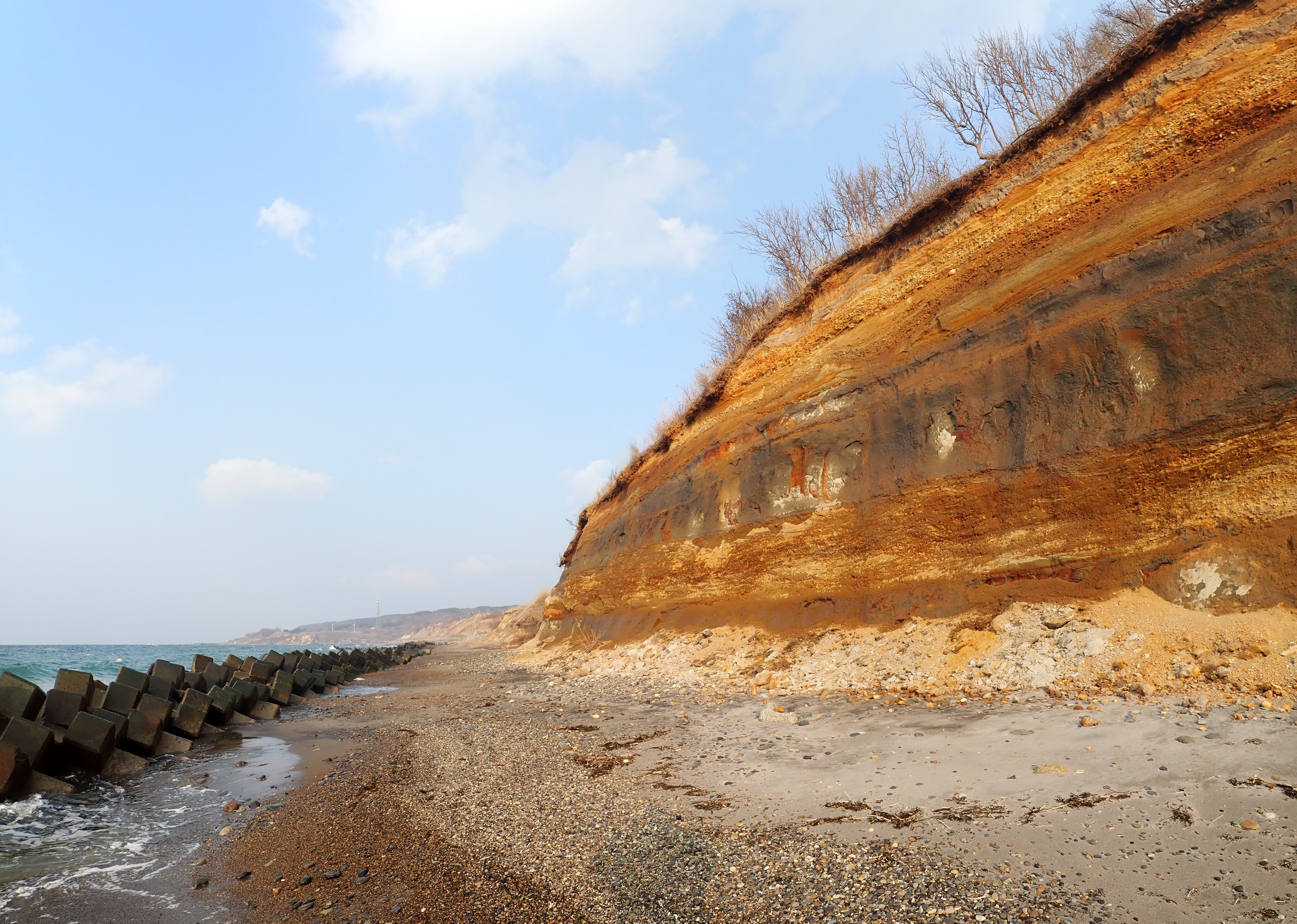
平凡社の地学事典でいうところの地層。岩盤と言うほどの硬度を持たず、時折ボロボロと土砂が崩れ落ちる。（青森県東津軽郡今別町）

地層（ちそう、英: stratum）は、砂礫・火山灰などが平坦に堆積してできた堆積岩の層である。

## 概説
平凡社の地学事典では、地層は、粘土、砂、礫等の砕屑物や火山礫、火山灰等の火山砕屑物、生物遺骸などが、水や風の力により運搬され、堆積してできた堆積物ないし堆積岩の内、垂直方向に比して水平方向の広がりが十分に広い（層状に分布している）ものの総称、と解説されている。
地層の縦断面に現れる縞状の構造を「層理」と言う。

## 地層の形成と地層に見られる構造

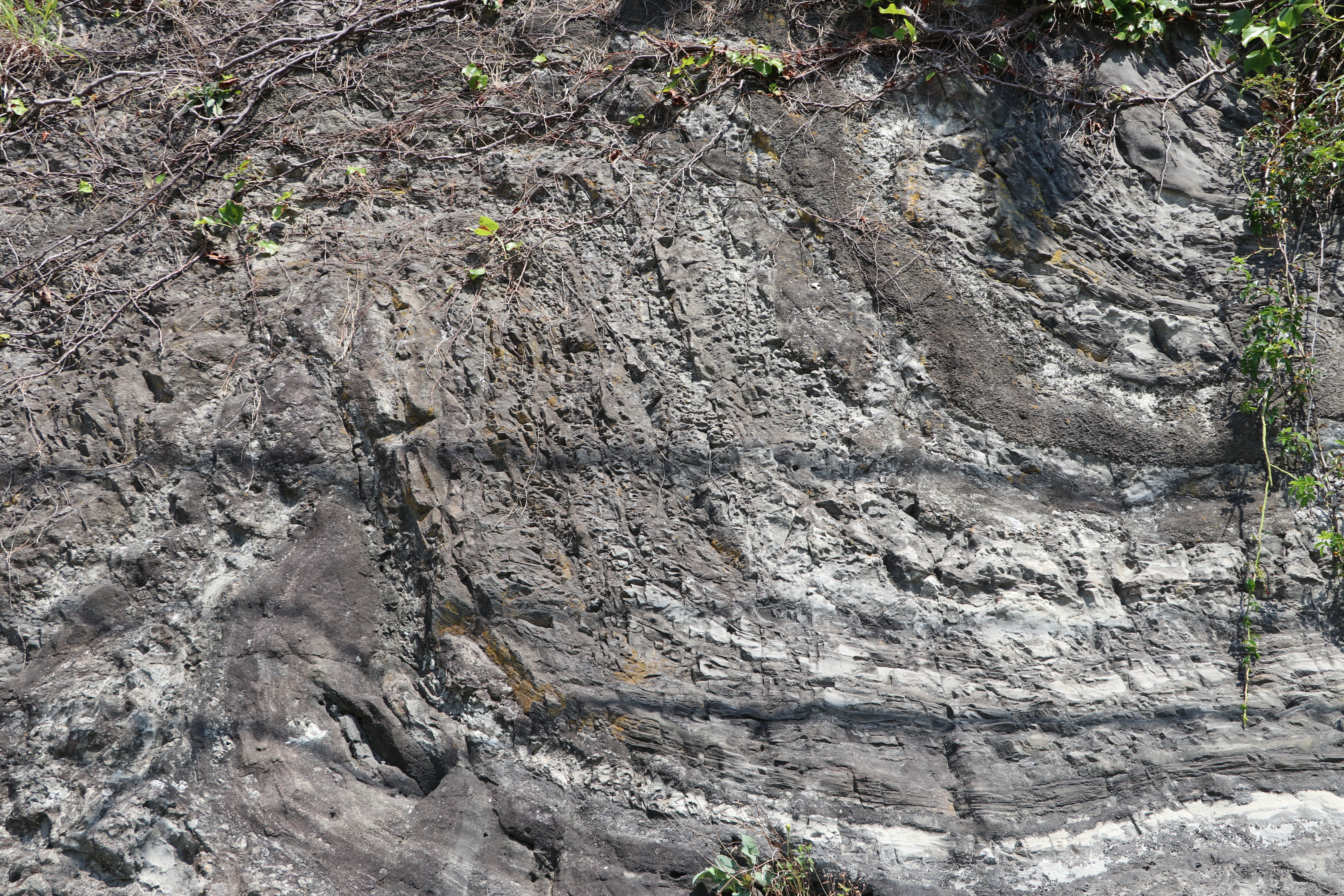
神奈川県三浦市の「海外町のスランプ構造」

地層は、その成因から水成層と風成層に区分される以下に挙げるのは、水成層の形成過程である。
地球上には、水中や窪地などの環境がある。そのような範囲内に、他の場所から侵食されてきた岩石や土砂が、降り積もったり、水によって運搬されてきたり、貝殻などもある。堆積物が長い期間を経て次第に溜まっていく。これがひとつの層になり、その層が積み重なって大小なりの地層が形成される。
地層は一般的に、水中のほぼ水平な面の上に、一定の厚さで溜まっていく。比較的均質な構成物からなる1枚の地層を単層と呼び、単層と単層の間の境界面を層理面という。普通、地層は地面の中に隠れており見ることはできないが、火山性地震や断層がずれることなどによる隆起で地面の断面が見えるようなところでは、地層が観察できる。これを露頭という。典型的な露頭は、崖や、道路脇の地面が削り取られたところ、採石場、川岸の土手などで、粒径や構成物が異なった層からなる平行な帯のひとつとして観察することができる。グランド・キャニオンのような大渓谷では、数億年に渡る期間の地層が観察できることもある。それぞれの単層の厚さは、1 mmにも満たない単層から、1 kmを越える単層まで様々である。
それぞれの地層から、その層が堆積した環境を推定できる。水成堆積物では河口に近い位置で堆積したものほど粒度が荒い砂、離れるに従い細かくなり、シルト、粘土となる。地層を構成する物質が当時の有機物もしくは生物である場合もあり、泥炭地で植物が堆積した石炭や深海で微生物が堆積したチャートなどがある。現在見つかっている最古の地層は、グリーンランドにある約40億年前の地層で、海底で作られた地層と考えられている。
地層は、堆積する速度に変化はあるものの、おおむね連続して堆積している。これを整合と呼ぶ。これに対し、地層と地層の境界に非常に長い不連続があり、侵食により一部の地層が欠落しているものを不整合という。堆積が止まっている間に、地層が侵食されたり、傾いたり、褶曲したりといった変動があることも多い。そのようなところに、再び水平に地層が堆積したりする。下の地層と上の地層が平行なものを平行不整合と呼び、上の地層と下の地層が傾いていたり、下の地層が褶曲したりしているものを傾斜不整合と呼ぶ。また、下の地層が火成岩からなる場合は、非整合と呼ぶこともある。地層の欠落を伴わず、不連続の時間が非常に短い場合、時間間隙と呼んで不整合と区別することもある。不整合は、陸上でも海底でもつくられるが、いずれの場合も、岩石や土砂が堆積するような環境だった地域が、浸食される環境へ変化し、再び堆積する環境に戻ったことを示している。不整合面のすぐ上には、比較的大きな粒の礫が堆積していることが多く、基底礫岩と呼ばれる。これは、侵食された下部の地層の岩石から供給された礫である場合がある。
地層に見られる特徴的な堆積構造として、以下のものがある。
斜交層理（斜交葉理、クロスラミナ、cross-bedding）
水流や風の速さ、向きが変化する環境で堆積が起こったときにできる、層理面と斜交した細かな縞模様である。当時の水流などの方向が推定できる。
級化成層（級化層理、級化構造、graded bedding）
構成粒子が、下部が粗粒で、上部に向かうにつれて連続的に細粒へと変化している単層のことである。時間とともに粒子を運搬する水流が弱まった場合や、乱泥流によって運ばれた粒子が堆積した場合に生じる。粗粒のほうが堆積した時点での下部だと分かるため、もともとの地層の上下方向を決めるのに役立つ。
漣痕（砂紋、リップルマーク、ripple mark）
水底に波が形成した模様が残ったものである。堆積した当時の上方に尖った形で残るため、上下判定に役立つ。
スランプ構造（スランピング、slumping structure）
海底などに堆積した堆積物が、固化していないうちに海底などの斜面を滑り落ち、不規則に乱堆積してできたものをいう。
火炎構造（フレーム構造、flame structure）
泥質堆積物が固結していないうちに上に砂質堆積物が堆積し、その重みで上位の砂が沈み込んで下位の泥が上昇したために、層理面が炎のように不規則な形になったものをいう。
底痕（ソールマーク、sole mark）
堆積粒子や水流そのものにより堆積物表面につけられた溝が、その上に堆積した砂礫によって充填されたもの。特に堆積物（タービダイト）のように泥層上に砂礫が堆積する際に形成された底痕]は、露頭では差別侵食のために観察しやすく、古流向を知る手がかりとして役立つ。
化石層（fossil bed）
水流などにより、化石が掃き寄せられて密集した層をいう。化石層からは貝殻が発掘されることが多い。
砂管（サンドパイプ、sand pipe）
海底の砂の中に生息していた動物が作った巣穴の跡である。巣穴の最上部は当時の海底で、巣が掘られている方向が当時の下だと推定できる。
地層は、地殻変動などがあると大小なりに傾くことがある。地層が傾いている場合、層理面と水平線の交線の方向を走向、層理面と水平面のなす角を傾斜と呼び、この2つを使って、傾いた地層の方位を表す。走行・傾斜は、断層や、不整合面など、地質学で扱われる様々な面の方向を表すのにも用いられる。
地層に地殻変動や大地震で大きな力がかかったりすると、大小なりに地層が曲がってしまうことがある。これを褶曲と呼ぶ。上に凸の部分を背斜、下に凸の部分を向斜と呼ぶ。また、曲がらずに、ある平面を境にしてずれることもある。これを断層と呼ぶ。地層が激しく褶曲した場合でも、地層が低角度の断層を伴ってずれ、大小なりにちぎれることがある。石油は、地層が背斜構造を示しロックキャップとなっている部分に溜まっていることが多い。
地層の中には、過去に地層を切って貫入したマグマが固結して残っていることがあり、岩脈と呼ばれる。岩脈は、過去のマグマが通った火道である。一般に、かなりの急傾斜であることが多い。また、過去に地上にマグマをもたらした火道が層状に残っている場合があり、岩床と呼ばれる。一般に、岩脈ほど傾斜はきつくない。また、花崗岩質岩石の作る大規模な岩体で、露出面積が100 km2以上のものを底盤（バソリス）と呼ぶ。

## 地層の形成年代の推定
地層は、堆積したままの状態であれば、下にあるものほど古く、上にあるものほど新しい。これを地層累重の法則と呼ぶ。これは、1669年に、ニコラウス・ステノが初めて提唱し、1791年に、ウィリアム・スミスによって確立された法則である。しかし、地層が垂直に近いほど傾いていたり、褶曲などによって上下がひっくり返っていたりすると、どちらが元々の上下かわからなくなってしまい、法則を使うことができない。その場合、級化成層や斜交層理といった堆積構造や、砂管のような化石証拠を使って上下判定を行う。
また、同時期に堆積した地層は、その堆積した地質時代に特有の化石を含むことから、上下の地層と区分され、かつ離れた地域に位置する露頭間で同一の地層の識別や対比が可能となる。これを化石による地層同定の法則といい、1816年、ウィリアム・スミスによって確立された。この法則と地層累重の法則を組み合わせることで、地層に化石による層序（生層序）に基づいた相対的な時間尺度が与えられる。
ある地層がいつ形成されたのかを知りたい場合、生息した地代が分かっている生物の化石（示準化石）や、噴出時期が分かっている火山灰の層などが利用される。このように、同時代に形成されたことを示す地層を鍵層と呼ぶ。また、地層は堆積するときは水平であること、地層累重の法則などから、地層がいつ堆積したか、侵食されたり、傾いたり、褶曲したり、断層ができたり、溶岩が貫入したのはいつかなどということを推定することができる。

## 地層の分類
地質学者は、堆積岩や火成岩等の岩石、砂礫等の堆積物とそれら岩相による層区分について研究・討議を重ね、地層命名についての指針を策定し、現在、地層名については、この指針に従って命名、分類されている。
それによれば、まず、別々の地層は、累層（あるいは層）と呼ばれ、これが地層分類の基本単元となる。層の固有名については、それぞれの層が広く露出していて研究に役立った地域（模式地）の地名から名前がとられ、「〜層」と名づけられる。例えば、カンブリア紀の生物化石が多数良好な状態で保存されていることで有名なバージェス頁岩は、暗い色で厚く、化石を産出する地層が、カナダのロッキー山脈にある、バージェス峠のそばで露出していたことから命名された。
ある層の中で岩相がわずかに違う場合、それらは部層に分けることができ、さらに最小単元となる単層、流堆積物などに細分されることもある。逆にいくつかの累層をまとめて層群と呼ぶことが多く、より大きくまとめて超層群などと言うこともある。これらを最小単元から順に並べると以下のようになる。ただし、最初の3つはどれも単層であるが、溶岩流の層や流堆積物の層は顕著な特徴をもつため特に分けて名づけられることがある。
- 単層（Bed）：地層としてはそれ以上区分できない最小単元。
- 溶岩（Lava）：溶岩流などの単層（最小単元）。
- 流堆積物（Flow Deposit）：火砕流などの堆積物による単層（最小単元）。
- 部層（Member）：層をやや細分したもの。
- 層（Formation）：地層の基本単元。累層とも言う。
- 亜層群（Subgroup）：層群をいくつかの部分に分ける場合に使う。
- 層群（Group）：複数の層を含むまとまり。
- 超層群（Supergroup）：複数の層群を含むまとまり。

岩相ではなく、地質年代で層序を区分する場合は、地質年代により、地名ないし地質年代区分名の後に〜界、〜系、〜統、〜階とつけて区分する（例：新生界、新第三系、中新統）。

## 地層の調査に使われる道具
地層の岩相を確認するために、まず露頭においては、構成する堆積物、堆積岩の風化を受けていない新鮮な面をハンマー等で明確にし、肉眼で観察を行う。場合によっては、標本を採取し、顕微鏡観察や、化学分析も行う。化石が含まれている場合は、化石の同定も行う。
地層の空間的な広がりを調べるには、露頭において地層の走向（面の向いている方向）と傾斜（面の鉛直方向の傾き）を調べる必要がある。このためには、特殊な目盛のついた磁針と、水準器によって構成されたクリノメーターと呼ばれる道具が使われる。
これらの情報を元に、岩石の分布や地質構造などを地形図上に表したものが地質図である。地質図を作成すると同時に、地下における岩石の分布や地質構造を（通常は鉛直断面で）表した地質断面図や、ある地点ないし全体を総括して地層の厚さや種類、特徴などを柱状に表したもの地質柱状図も作成されることも多い。